# Shola Ama
Shola Ama (* 8. März 1979 in London; eigentlich Mathurin Campbell) ist eine britische Sängerin, die 1997 mit You Might Need Somebody ihren erfolgreichsten Hit hatte.

## Leben
Shola Ama wurde am 8. März 1979 als Mathurin Campbell in London geboren. Sie besuchte dort die Quintin Kynaston School im Stadtbezirk City of Westminster. 1994, im Alter von 15 Jahren, wurde sie von Kwame Kwaten, einem Mitglied des britischen Jazz-Quartetts D-Influence, entdeckt, als sie an einer U-Bahn-Station vor sich her sang. Sie nahm die Single Celebrate bei einem Independent-Label auf, die keinen kommerziellen Erfolg darstellte, aber Aufmerksamkeit auf Ama lenkte.
An ihrem 16. Geburtstag unterschrieb sie einen Vertrag mit der Warner Music Group. Im Alter von 18 Jahren veröffentlichte Shola Ama 1997 das Album Much Love. Die Singleauskoppelung You Might Need Somebody war der größte Erfolg ihrer Karriere. Das Lied wurde von Tom Snow und Nan O’Byrne geschrieben und war im Original von Turley Richards bereits 1980 und auch ein Jahr später 1981 für Randy Crawford ein Hit. Shola Ama gewann infolge dieser Veröffentlichung einen Brit Award als beste britische Sängerin und zwei Music of Black Origin Awards in den Kategorien Best Newcomer und Best Female Vocals.
1999 veröffentlichte Shola Ama ihr zweites Album In Return. Trotz großen Aufwandes des Labels konnte das Album nicht an den Erfolg von Much Love anknüpfen, auch wenn es in Europa einige Erfolge erreichen konnte. So befand sich zum Beispiel die Single Still Believe mehrere Wochen in den französischen Charts. Wegen des mäßigen Erfolges und Berichten über Alkohol- und Drogenkonsum wurde Ama von der Warner Music Group entlassen und nahm sich eine Auszeit vom Musikgeschäft.
2003 veröffentlichte Shola Ama ihr drittes Album Supersonic bei dem japanischen Plattenlabel Pony Canyon, das in Japan mäßigen Erfolg hatte und in Großbritannien und Teilen Europas ebenfalls veröffentlicht wurde. Derzeit gibt es keine musikalischen Aktivitäten Shola Amas. Sie betreut jedoch ihre Schwester Sadie Ama, deren Debüt als Sängerin 2007 erschien.

## Diskografie

### Studioalben
| Jahr | Titel      | Höchstplatzierung, Gesamtwochen, AuszeichnungChartplatzierungen (Jahr, Titel, Platzierungen, Wochen, Auszeichnungen, Anmerkungen) | Höchstplatzierung, Gesamtwochen, AuszeichnungChartplatzierungen (Jahr, Titel, Platzierungen, Wochen, Auszeichnungen, Anmerkungen) | Höchstplatzierung, Gesamtwochen, AuszeichnungChartplatzierungen (Jahr, Titel, Platzierungen, Wochen, Auszeichnungen, Anmerkungen) | Anmerkungen                             |
| Jahr | Titel      | DE | CH | UK | Anmerkungen                             |
| ---- | ---------- | --- | --- | --- | --------------------------------------- |
| 1997 | Much Love  | DE19 (10 Wo.)DE | CH35 (7 Wo.)CH | UK6 Gold · (35 Wo.)UK | Erstveröffentlichung: 1. September 1997 |
| 1999 | In Return  | DE97 (1 Wo.)DE | — | UK92 (1 Wo.)UK | Erstveröffentlichung: 8. November 1999  |
| 2002 | Supersonic | — | — | — | Erstveröffentlichung: 2002              |
| 2015 | Surreal    | — | — | — | Erstveröffentlichung: 2015              |

### Singles als Leadmusiker
| Jahr | Titel Album                                                             | Höchstplatzierung, Gesamtwochen, AuszeichnungChartplatzierungen (Jahr, Titel, Album, Platzierungen, Wochen, Auszeichnungen, Anmerkungen) | Höchstplatzierung, Gesamtwochen, AuszeichnungChartplatzierungen (Jahr, Titel, Album, Platzierungen, Wochen, Auszeichnungen, Anmerkungen) | Höchstplatzierung, Gesamtwochen, AuszeichnungChartplatzierungen (Jahr, Titel, Album, Platzierungen, Wochen, Auszeichnungen, Anmerkungen) | Höchstplatzierung, Gesamtwochen, AuszeichnungChartplatzierungen (Jahr, Titel, Album, Platzierungen, Wochen, Auszeichnungen, Anmerkungen) | Anmerkungen                              |
| Jahr | Titel Album                                                             | DE | AT | CH | UK | Anmerkungen                              |
| ---- | ----------------------------------------------------------------------- | --- | --- | --- | --- | ---------------------------------------- |
| 1997 | You Might Need Somebody Much Love                                       | DE21 (23 Wo.)DE | AT32 (5 Wo.)AT | CH17 (17 Wo.)CH | UK4 Silber · (14 Wo.)UK | Erstveröffentlichung: April 1997         |
| 1997 | You’re the One I Love Much Love                                         | — | — | — | UK3 (9 Wo.)UK | Erstveröffentlichung: August 1997        |
| 1997 | Who’s Loving My Baby Much Love                                          | — | — | — | UK13 (9 Wo.)UK | Erstveröffentlichung: November 1997      |
| 1998 | Much Love                                                               | — | — | — | UK17 (5 Wo.)UK | Erstveröffentlichung: Februar 1998       |
| 1998 | Someday I’ll Find You Twentieth-Century Blues: The Songs of Noel Coward | — | — | — | UK28 (3 Wo.)UK | Erstveröffentlichung: April 1998         |
| 1999 | Still Believe In Return                                                 | DE72 (9 Wo.)DE | — | — | UK26 (3 Wo.)UK | Erstveröffentlichung: November 1999      |
| 2000 | Imagine In Return                                                       | — | — | — | UK24 Silber · (6 Wo.)UK | Erstveröffentlichung: April 2000         |
| 2002 | This I Promise You –                                                    | — | — | — | UK95 (1 Wo.)UK | Erstveröffentlichung: Mai 2002 mit D-Vas |

Weitere Singles
- 1995: Celebrate
- 2002: Symphony

### Singles als Gastmusikerin
| Jahr | Titel Album                 | Höchstplatzierung, Gesamtwochen, AuszeichnungChartplatzierungen (Jahr, Titel, Album, Platzierungen, Wochen, Auszeichnungen, Anmerkungen) | Höchstplatzierung, Gesamtwochen, AuszeichnungChartplatzierungen (Jahr, Titel, Album, Platzierungen, Wochen, Auszeichnungen, Anmerkungen) | Anmerkungen                                                                                 |
| Jahr | Titel Album                 | AT | UK | Anmerkungen                                                                                 |
| ---- | --------------------------- | --- | --- | ------------------------------------------------------------------------------------------- |
| 1999 | Taboo Kidology              | — | UK10 (8 Wo.)UK | Erstveröffentlichung: April 1999 Glamma Kid feat. Shola Ama                                 |
| 2001 | Feels so Good –             | — | UK82 (2 Wo.)UK | Erstveröffentlichung: Oktober 2001 Big Project feat. Shola Ama                              |
| 2004 | You Should Really Know –    | AT41 (7 Wo.)AT | UK8 (8 Wo.)UK | Erstveröffentlichung: September 2004 The Pirates feat. Shola Ama, Ishani, Naila Boss & Enya |
| 2011 | Take It Back Watch Me Dance | — | UK59 (5 Wo.)UK | Erstveröffentlichung: Mai 2011 Toddla T feat. Shola Ama & J2K                               |

Weitere Gastbeiträge
- 1999: Mai più (Sottotono feat. Shola Ama)
- 2009: DJ Play (Perempay & Dee feat. Shola Ama)
- 2009: Cut Above the Rest (Giggs feat. Shola Ama)
- 2010: Blow Em Away (Giggs feat. Shola Ama)

## Auszeichnungen
- 1997: Music Of Black Origin Awards in der Kategorie Best Newcomer
- 1997: Music Of Black Origin Awards in der Kategorie Best Female Vocals
- 1998: Brit Awards in der Kategorie Best Female Solo Artist